# Sorry's Not Good Enough/Friday Night
Sorry's Not Good Enough/Friday Night é o décimo primeiro single da banda McFLY, lançado no dia 18 de Dezembro de 2006 pela Island Records.

## Faixas[1]
CD
1. "Sorry's Not Good Enough"
2. "Friday Night"
3. "Rockin' Robin"
4. "Sorry's Not Good Enough (Ao Vivo)"
5. "Sorry's Not Good Enough (Vídeo Ao Vivo)"

DVD
1. "Sorry's Not Good Enough" (Audio)
2. "Friday Night" (Audio)
3. "Motion in The Ocean Tour Movie" (Video)
4. "Sorry's Not Good Enough" (Live Video)
5. "Album Launch Party" (Video)